# Campo de golf de Meis

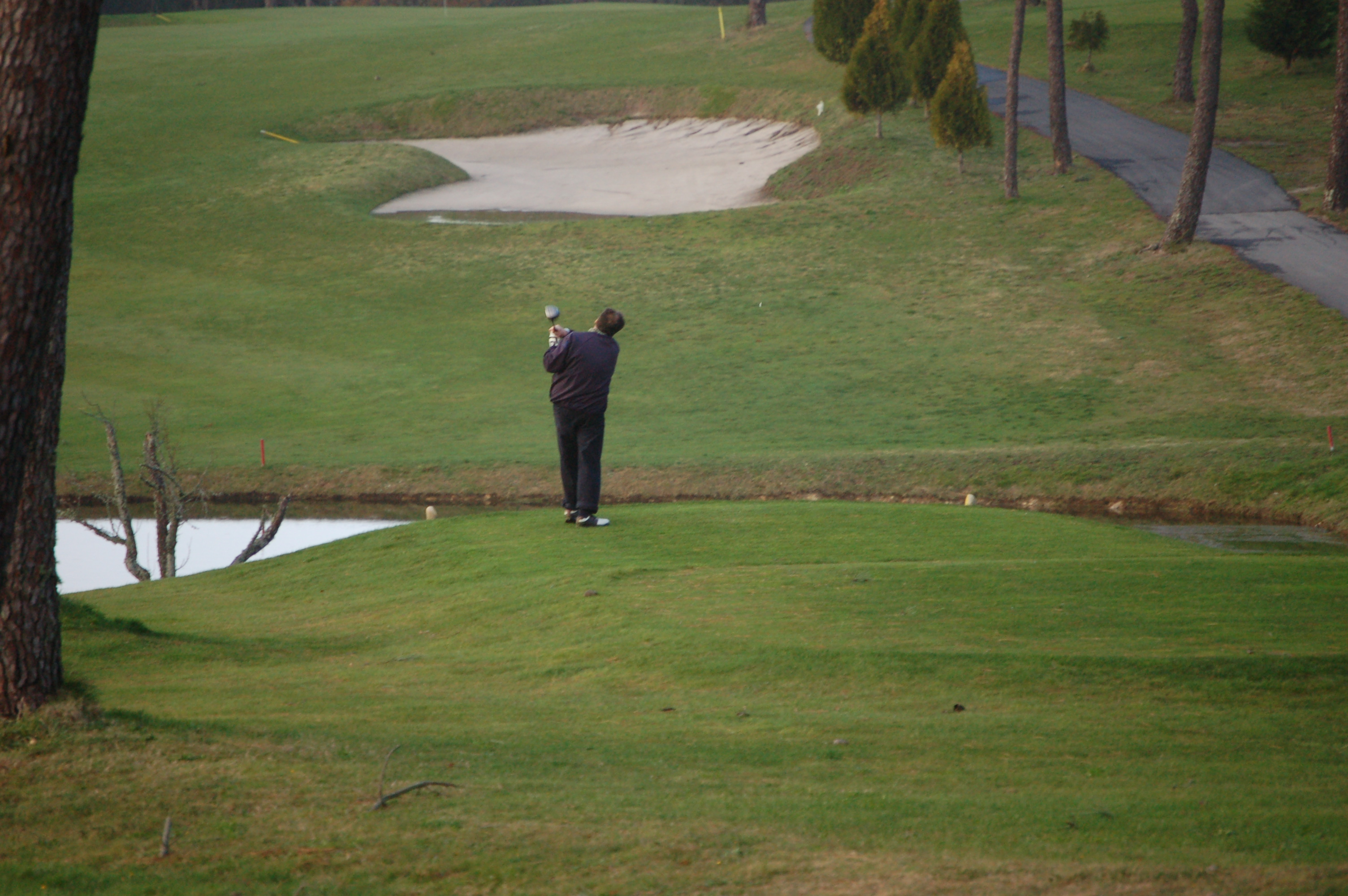
Campo de Golf de Meis.

El Campo de golf de Meis es un campo de golf español de 18 hoyos, situado en el municipio pontevedrés de Meis, en el lugar de Silván de Armenteira. Se encuentra a 14 kilómetros de la ciudad de Pontevedra.

## Historia
Fue diseñado por Antonio Grande Santos, y fue inaugurado el 5 de octubre de 2000 con la entrada en funcionamiento de sus primeros 9 hoyos.
Está gestionado por la fundación Monte Castrove desde sus inicios.

## Recorrido
- Barras Blancas / 6.203 m Par 72, Slope = 132, Valoración = 73,4
- Barras Amarillas / 6.034 m Par 72, Slope = 130, Valoración = 72,5
- Barras Azules / 5.525 m Par 72, Slope = 135, Valoración = 75,5
- Barras Rojas / 5.337 m Par 72, Slope = 133, Valoración = 74,3

## Eventos albergados
El campo de Golf de Meis albergó la 22ª edición del European Ladies Team Championship 2001.